# 티베트난쟁이햄스터
티베트난쟁이햄스터(Cricetulus alticola)는 비단털쥐과에 속하는 설치류의 일종이다. 티베트와 중국뿐만 아니라 인도와 네팔에서도 발견되며, 해발 최대 약 5,200m 높이의 산악 지역에서 서식한다.

## 특징
티베트난쟁이햄스터는 머리부터 몸까지 몸길이 약 103mm, 꼬리 길이는 30mm와 37mm 사이이다. 머리와 목은 연한 모랫빛 황토색을 띠고 몸은 약간 진한 균일한 황토색 색조를 띤다. 발 윗부분과 아랫 부분은 희다. 귀는 몸과 대조적으로 진한 갈색 색조를 띠며, 귀 끝의 테두리는 연한 색을 보이며, 흰 털로 된 작은 술이 나 있다. 꼬리는 겉면은 진하고 아래는 흰색의 두 가지 색을 띤다.

## 분포 및 서식지
티베트난쟁이햄스터는 남아시아 북부와 중국 남서부의 토착종이다. 분포 범위는 잠무 카슈미르 주와 네팔 서부의 해발 최대 약 4000m 지역을 포함하며, 중국에서는 신장 위구르 자치구 남서부와 티베트 자치구 북서부의 해발 3100~5200m 지역에서 발견된다. 히말라야산맥을 따라서 끼어 있는 장소의 비슷한 고도에서 발견될 가능성이 있다. 침엽수림과 자작나무 숲, 사막 스텝 지대, 관목 지대, 습지 초원 그리고 산지 목초지를 포함한 다양한 서식지를 차지하고 있다.

## 습성
티베트난쟁이햄스터의 습성은 캄난쟁이햄스터(Cricetulus kamensis)와 유사한 것으로 간주되며, 낮과 밤에 모두 활동적이다. 일부는 두 종을 같은 종으로 보기도 한다. 땅 표면 50cm 아래에 보금자리와 겨울에 이용할 먹이를 보관하는 방을 포함하는 단순한 형태의 굴을 판다. 곡물과 씨앗을 먹이로 먹으며, 곤충을 먹기도 한다. 여름에 번식을 하고, 보통 5마리와 10마리 사이의 새끼를 낳는다.